# Amomum odontocarpum
Amomum odontocarpum är en enhjärtbladig växtart som beskrevs av Ding Fang. Amomum odontocarpum ingår i släktet Amomum och familjen Zingiberaceae. IUCN kategoriserar arten globalt som sårbar. Inga underarter finns listade i Catalogue of Life.